# Марсден, Эрнест
Сэр Эрнест Марсден (англ. Sir Ernest Marsden; 1889-1970) — новозеландский физик.

## Биография
Работал в Манчестерском университете, в 1911-1914 годах под руководством Э. Резерфорда. В 1914 году переехал в Новую Зеландию, где был (до 1922 р.) профессором Веллингтонского университета, в 1926-1954 годах работал в Департаменте научных и промышленных исследований.
Работы по изучению радиоактивности, рассеивания альфа-частиц, трансмутации элементов, измерения естественной радиации окружающей среды, в частности радиоактивности земных пород, грунта, планктона и тому подобное.
Совместно с Х. Гейгером в 1909-1910 годах исполнил экспериментальное исследование прохождения альфа-частиц через тонкие пластинки из золота и других металлов, установив, что некоторая незначительная часть альфа-частиц рассеивается на значительные углы (более 90°). Результаты этих опытов привели Резерфорда к созданию планетарной модели атома.
Член Королевского общества Новой Зеландии (в 1947 года — президент). Член Лондонского королевского общества (1946).